# Shark Tank India
Shark Tank India es una serie de telerrealidad empresarial india que se transmite por SET India. El programa es la franquicia india del programa estadounidense Shark Tank. Muestra a empresarios haciendo presentaciones de negocios ante un panel de inversionistas o tiburones, quienes deciden si invertir en su empresa. La primera temporada de Shark Tank India se estrenó del 20 de diciembre de 2021 al 4 de febrero de 2022.

## Concepto
El programa presenta un panel de inversores potenciales, denominados «tiburones» («sharks»), que escuchan a los empresarios presentar ideas para un negocio o producto que desean desarrollar. Estos multimillonarios juzgan los conceptos comerciales y los productos presentados y luego deciden si invertir su propio dinero para ayudar a comercializar y asesorar a cada concursante. El presentador de este programa es Rannvijay Singha.
El espectáculo recibió 62.000 aspirantes de la India, de los cuales se seleccionaron 198 empresas para presentar sus ideas a los «tiburones». De los 198 lanzamientos de inversión en el programa de telerrealidad, 65 empresas (67 reclamadas por Shark Tank India) obtuvieron acuerdos esta temporada.

## Tiburones
Cinco de los siguientes siete tiburones están presentes en cada episodio, excepto en los episodios 34-35.
| Tiburón          | Temporadas | Temporadas | Temporadas | Temporadas |
| Tiburón          | 1          | 2          | 3          | 4          |
| ---------------- | ---------- | ---------- | ---------- | ---------- |
| Ashneer Grover   | Sí         |            |            |            |
| Ghazal Alagh     | Sí         |            |            |            |
| Vineeta singh    | Sí         |            |            |            |
| Aman Gupta       | Sí         | Sí         | Sí         | Sí         |
| Anupam Mittal    | Sí         | Sí         | Sí         | Sí         |
| Namita Thapar    | Sí         | Sí         | Sí         | Sí         |
| Peyush Bansal    | Sí         | Sí         | Sí         | Sí         |
| Amit Jain        |            | Sí         | Sí         |            |
| Deepinder Goyal  |            |            | Sí         |            |
| Radhika Gupta    |            |            | Sí         |            |
| Ronnie Screwvala |            |            | Sí         |            |
| Azhar Iqubal     |            |            | Sí         | Sí         |
| Ritesh Agarwal   |            |            | Sí         | Sí         |
| Varun Dua        |            |            | Sí         | Sí         |
| Kunal Bahl       |            |            |            | Sí         |
| Viraj Bahl       |            |            |            | Sí         |

## Episodios
| Temporada | Temporada | Episodios | Transmisión             | Transmisión           |
| Temporada | Temporada | Episodios | Inicio                  | Final                 |
| --------- | --------- | --------- | ----------------------- | --------------------- |
|           | T1        | 35        | 20 de diciembre de 2021 | 11 de febrero de 2022 |
|           | T2        | 51        | 2 de enero de 2023      | 13 de marzo de 2023   |
|           | T3        | 52        | 22 de enero de 2024     | 31 de marzo de 2024   |
|           | T4        | –         | 6 de enero de 2025      | –                     |

## Lanzamientos e inversiones de tiburones
| Ep. No.                 | Ep. No.                 | Pitch No.               | Empresa                        | Idea                                                    | Condiciones Originales             | Trato | Invertido por         | Invertido por         | Invertido por         | Invertido por         | Invertido por         | Invertido por         | Invertido por         |
| Ep. No.                 | Ep. No.                 | Pitch No.               | Empresa                        | Idea                                                    | Condiciones Originales             | Trato | Ashneer               | Namita                | Anupam                | Vineeta               | Aman                  | Peyush                | Ghazal                |
| ----------------------- | ----------------------- | ----------------------- | ------------------------------ | ------------------------------------------------------- | ---------------------------------- | --- | --------------------- | --------------------- | --------------------- | --------------------- | --------------------- | --------------------- | --------------------- |
| 1                       | 1                       | 1                       | BluePine Industries            | Momos congelados                                        | ₹50 lakhs por el 5% de capital     | ₹75 lakhs por el 16% de capital | Sí                    |                       |                       | Sí                    | Sí                    |                       |                       |
| 1                       | 1                       | 2                       | Booz scooters                  | Alquiler de e-bikes para movilidad en espacios privados | ₹40 lakhs por el 15% de capital    | ₹40 lakhs por el 50% de capital | Sí                    |                       |                       | Sí                    |                       |                       |                       |
| 1                       | 1                       | 3                       | Heart up my Sleeves            | Mangas Desmontables                                     | ₹25 lakhs por el 10% de capital    | ₹25 lakhs por el 30% de capital |                       |                       | Sí                    | Sí                    |                       |                       |                       |
| 2                       | 2                       | 4                       | Tagz Foods                     | Papas fritas saludables                                 | ₹70 lakhs por el 1% de capital     | ₹70 lakhs por el 2.75% de capital | Sí                    |                       |                       |                       |                       |                       |                       |
| 2                       | 2                       | 5                       | Head and Heart                 | Curso de Desarrollo Cerebral                            | ₹50 lakhs por el 5% de capital     | Sin trato |                       |                       |                       |                       |                       |                       |                       |
| 2                       | 2                       | 6                       | Agro tourism                   | Turismo                                                 | ₹50 lakhs por el 5% de capital     | Sin trato |                       |                       |                       |                       |                       |                       |                       |
| 3                       | 3                       | 7                       | Qzense Labs                    | Detector de frescura de alimentos                       | ₹1 crore por el 0.5% de capital    | Sin trato |                       |                       |                       |                       |                       |                       |                       |
| 3                       | 3                       | 8                       | Peeschute                      | Bolsa de orina desechable                               | ₹75 lakhs por el 4% de capital     | ₹75 lakhs por el 6% de capital |                       |                       |                       |                       | Sí                    |                       |                       |
| 3                       | 3                       | 9                       | NOCD                           | Bebida energética                                       | ₹50 lakhs por el 2% de capital     | ₹ 20 lakhs por 15% de capital y ₹ 30 lakhs de deuda |                       |                       |                       | Sí                    |                       |                       |                       |
| 4                       | 4                       | 10                      | Cosiq                          | Intelligent Skincare                                    | ₹50 lakhs por el 7% de capital     | ₹50 lakhs por el 25% de capital |                       |                       | Sí                    | Sí                    |                       |                       |                       |
| 4                       | 4                       | 11                      | JhaJi Achaar                   | Pickle                                                  | ₹50 lakhs por el 10% de capital    | Sin trato |                       |                       |                       |                       |                       |                       |                       |
| 4                       | 4                       | 12                      | Bummer                         | Underwear                                               | ₹75 lakhs por el 4% de capital     | ₹75 lakhs por el 7.5% de capital |                       | Sí                    |                       |                       | Sí                    |                       |                       |
| 5                       | 5                       | 13                      | Revamp Moto                    | E-Bike                                                  | ₹1 crore por el 1% de capital      | ₹1 crore por el 1.5% de capital |                       |                       | Sí                    |                       | Sí                    |                       |                       |
| 5                       | 5                       | 14                      | Hungry Heads                   | Restaurante que sirve 80 tipos de Maggi                 | ₹50 lakhs por el 5% de capital     | Sin trato |                       |                       |                       |                       |                       |                       |                       |
| 5                       | 5                       | 15                      | Shrawani Engineers             | Belly Button Shaper                                     | ₹20 lakhs por el 10% de capital    | Sin trato |                       |                       |                       |                       |                       |                       |                       |
| 6                       | 6                       | 16                      | Skippi Pops                    | Ice-Pops                                                | ₹45 lakhs por el 5% de capital     | ₹1 crore por el 15% de capital | Sí                    | Sí                    | Sí                    | Sí                    | Sí                    |                       |                       |
| 6                       | 6                       | 17                      | Menstrupedia                   | Menstrual Awareness Comic                               | ₹50 lakhs por el 10% de capital    | ₹50 lakhs por el 20% de capital |                       | Sí                    |                       |                       |                       |                       |                       |
| 6                       | 6                       | 18                      | Hecolll                        | Pollution Resistant Fabric                              | ₹1 crore por el 1% de capital      | Sin trato |                       |                       |                       |                       |                       |                       |                       |
| 7                       | 7                       | 19                      | Raising Superstars             | Child Development App                                   | ₹1 crore por el 2% de capital      | ₹1 crore por el 4% de capital | Sí                    |                       |                       |                       | Sí                    |                       |                       |
| 7                       | 7                       | 20                      | Torch-it                       | Gadgets para personas con discapacidad visual           | ₹75 lakhs por el 1% de capital     | Sin trato |                       |                       |                       |                       |                       |                       |                       |
| 7                       | 7                       | 21                      | La Kheer Deli                  | Kheer in variety of flavors                             | ₹50 lakhs por el 7.5% de capital   | Sin trato |                       |                       |                       |                       |                       |                       |                       |
| 8                       | 8                       | 22                      | Beyond Snack                   | Kerala Banana Chips                                     | ₹50 lakhs por el 2.5% de capital   | ₹50 lakhs por el 2.5% de capital | Sí                    |                       |                       |                       | Sí                    |                       |                       |
| 8                       | 8                       | 23                      | Vivalyf Innovations- Easy Life | Prickless Diabetes Testing Machine                      | ₹56 lakhs por el 7.5% de capital   | ₹56 lakhs por el 33.33% de capital |                       |                       | Sí                    |                       | Sí                    |                       |                       |
| 8                       | 8                       | 24                      | Motion Breeze                  | Smart Electric Motorcycle                               | ₹30 lakhs por el 3% de capital     | ₹30 lakhs por el 6% de capital | Sí                    |                       |                       |                       |                       |                       |                       |
| 9                       | 9                       | 25                      | Altor                          | Smart Helmets                                           | ₹50 lakhs por el 5% de capital     | ₹50 lakhs por el 7% de capital |                       | Sí                    |                       | Sí                    |                       |                       |                       |
| 9                       | 9                       | 26                      | Ariro                          | Wooden Toys                                             | ₹50 lakhs por el 2.5% de capital   | ₹50 lakhs por el 10% de capital |                       |                       |                       | Sí                    | Sí                    |                       |                       |
| 9                       | 9                       | 27                      | Kabira Handmade                | Healthy Oils                                            | ₹1 crore por el 5% de capital      | Sin trato |                       |                       |                       |                       |                       |                       |                       |
| 10                      | 10                      | 28                      | Nuutjob                        | Male Intimate Hygiene                                   | ₹25 lakhs por el 5% de capital     | ₹25 lakhs por el 20% de capital |                       | Sí                    |                       | Sí                    | Sí                    |                       |                       |
| 10                      | 10                      | 29                      | Meatyour                       | Huevos                                                  | ₹30 lakhs por el 5% de capital     | ₹30 lakhs por el 20% de capital |                       |                       | Sí                    | Sí                    | Sí                    |                       |                       |
| 10                      | 10                      | 30                      | EventBeep                      | Student Community App                                   | ₹30 lakhs por el 2% de capital     | ₹30 lakhs por el 3% de capital | Sí                    |                       |                       | Sí                    | Sí                    |                       |                       |
| 11                      | 11                      | 31                      | Gopal's 56                     | Fiber Ice Cream                                         | ₹300 crores por el 25% de capital  | Sin trato |                       |                       |                       |                       |                       |                       |                       |
| 11                      | 11                      | 32                      | ARRCOAT Surface Textures       | Construcción de muros                                   | ₹50 lakhs por el 5% de capital     | ₹50 lakhs por el 15% de capital |                       |                       | Sí                    |                       |                       |                       |                       |
| 11                      | 11                      | 33                      | Farda                          | Customised Streetwear                                   | ₹30 lakhs por el 10% de capital    | ₹30 lakhs por el 20% de capital |                       | Sí                    |                       | Sí                    |                       |                       |                       |
| 12                      | 12                      | 34                      | Auli Lifestyle                 | Ayurvedic Products                                      | ₹75 lakhs por el 4% de capital     | ₹75 lakhs por el 15% de capital |                       | Sí                    |                       |                       |                       |                       |                       |
| 12                      | 12                      | 35                      | SweeDesi                       | Indian Sweets                                           | ₹40 lakhs por el 3% de capital     | Sin trato |                       |                       |                       |                       |                       |                       |                       |
| 12                      | 12                      | 36                      | LOKA                           | Metaverse App                                           | ₹40 lakhs por el 5% de capital     | ₹40 lakhs por el 24% de capital |                       |                       | Sí                    | Sí                    | Sí                    |                       |                       |
| 13                      | 13                      | 37                      | Annie                          | Braille Literary Device                                 | ₹30 lakhs por el 0.5% de capital   | ₹1.05 crore por el 3% de capital |                       | Sí                    | Sí                    |                       | Sí                    |                       |                       |
| 13                      | 13                      | 38                      | Caragreen                      | Eco-Friendly boxes                                      | ₹50 lakhs por el 10% de capital    | ₹50 lakhs por el 20% de capital |                       |                       | Sí                    |                       | Sí                    |                       |                       |
| 13                      | 13                      | 39                      | The Yarn Bazaar                | Yarn-Trading App                                        | ₹50 lakhs por el 2% de capital     | ₹1 crore por el 10% de capital | Sí                    |                       | Sí                    | Sí                    | Sí                    |                       |                       |
| 14                      | 14                      | 40                      | The Renal Project              | Home Dialysis Treatment                                 | ₹1 crore por el 3% de capital      | ₹1 crore por el 6% de capital |                       | Sí                    |                       | Sí                    |                       |                       |                       |
| 14                      | 14                      | 41                      | Morikko Pure Foods             | Healthy Food Snacks                                     | ₹1 crore por el 3% de capital      | Sin trato |                       |                       |                       |                       |                       |                       |                       |
| 14                      | 14                      | 42                      | Good Good Piggy Bank           | Digital Piggy Bank                                      | ₹45 lakhs por el 5% de capital     | Sin trato |                       |                       |                       |                       |                       |                       |                       |
| 15                      | 15                      | 43                      | Hammer Lifestyle               | Smart Audio Products                                    | ₹30 lakhs por el 3% de capital     | ₹1 crore por el 40% de capital |                       |                       |                       | Sí                    |                       |                       |                       |
| 15                      | 15                      | 44                      | PNT                            | Robotics and Automation Solutions                       | ₹50 lakhs por el 4% de capital     | ₹25 lakhs por el 25% de capital y ₹25 lakhs de deuda |                       |                       |                       |                       | Sí                    |                       |                       |
| 15                      | 15                      | 45                      | Cocofit                        | Coconut based beverage franchise                        | ₹5 por el 5% de capital            | ₹5 por el 5% de capital |                       | Sí                    | Sí                    | Sí                    |                       |                       |                       |
| 16                      | 16                      | 46                      | Bamboo India                   | Productos de bambú                                      | ₹80 lakhs por el 4% de capital     | ₹50 lakhs por el 3.5% de capital y ₹30 lakhs de deuda | Sí                    |                       | Sí                    |                       |                       |                       |                       |
| 16                      | 16                      | 47                      | Flying Furr                    | Higiene canina                                          | ₹75 lakhs por el 7% de capital     | Sin trato |                       |                       |                       |                       |                       |                       |                       |
| 16                      | 16                      | 48                      | Beyond Water                   | Liquid Water Enhancer                                   | ₹75 lakhs por el 4% de capital     | ₹75 lakhs por el 15% de capital |                       | Sí                    |                       | Sí                    |                       |                       |                       |
| 16                      | 16                      | 49                      | Let's Try                      | Bocadillos saludables                                   | ₹45 lakhs por el 2% de capital     | ₹45 lakhs por el 12% de capital |                       |                       | Sí                    | Sí                    |                       |                       |                       |
| 17                      | 17                      | 50                      | Find Your Kicks India          | Reventa de zapatillas                                   | ₹50 lakhs por el 10% de capital    | ₹50 lakhs por el 25% de capital | Sí                    | Sí                    | Sí                    | Sí                    | Sí                    |                       |                       |
| 17                      | 17                      | 51                      | Aas Vidyalaya                  | EdTech App                                              | ₹1.5 crore por el 3% de capital    | ₹1.5 Crore por el 15% de capital | Sí                    | Sí                    |                       |                       | Sí                    |                       |                       |
| 17                      | 17                      | 52                      | Outbox                         | Premium Surprise-Planning                               | ₹50 lakhs por el 5% de capital     | Sin trato |                       |                       |                       |                       |                       |                       |                       |
| 17                      | 17                      | 53                      | RoadBounce                     | Pothole Detection Software and Data                     | ₹80 lakhs por el 10% de capital    | ₹80 Lakhs por el 20% de capital |                       |                       |                       |                       | Sí                    |                       |                       |
| 18                      | 18                      | 54                      | Mommy's Kitchen                | Thin Crust Pizza                                        | ₹90 lakhs por el 3% de capital     | Sin trato |                       |                       |                       |                       |                       |                       |                       |
| 18                      | 18                      | 55                      | India Hemp and Co              | Hemp Food Products                                      | ₹50 lakhs por el 4% de capital     | Sin trato |                       |                       |                       |                       |                       |                       |                       |
| 18                      | 18                      | 56                      | Otua                           | Electric Auto Vehicle                                   | ₹1 crore por el 1% de capital      | ₹1 lakh por el 1% de capital y ₹99 lakhs de deuda | Sí                    |                       |                       |                       |                       |                       |                       |
| 18                      | 18                      | 57                      | Anthyesti                      | Funeral Service                                         | ₹50 lakhs por el 2% de capital     | Sin trato |                       |                       |                       |                       |                       |                       |                       |
| 19                      | 19                      | 58                      | Ethik                          | Leather-free Shoes                                      | ₹15 lakhs por el 5% de capital     | Sin trato |                       |                       |                       |                       |                       |                       |                       |
| 19                      | 19                      | 59                      | WeSTOCK                        | Livestock health monitoring AI                          |                                    | ₹60 lakhs por el 10% de capital | Sí                    | Sí                    |                       | Sí                    | Sí                    |                       |                       |
| 19                      | 19                      | 60                      | KetoIndia                      | Customised Keto Diets for various medical issues        | ₹1.5 crore por el 1.25% de capital | Sin trato |                       |                       |                       |                       |                       |                       |                       |
| 19                      | 19                      | 61                      | Magic lock                     | LPG Cylinder lock                                       | ₹1.2 crore por el 8% de capital    | Sin trato |                       |                       |                       |                       |                       |                       |                       |
| 20                      | 20                      | 62                      | The State Plate                | Delicacies                                              | ₹65 lakhs por el 2% de capital     | ₹40 Lakhs por el 3% de capital y ₹25 Lakhs de deuda |                       |                       |                       |                       | Sí                    |                       |                       |
| 20                      | 20                      | 63                      | Bakarmax                       | Comics & Animation                                      | ₹35 lakhs por el 5% de capital     | Sin trato |                       |                       |                       |                       |                       |                       |                       |
| 20                      | 20                      | 64                      | IN A CAN                       | Can Cocktails                                           | ₹50 lakhs por el 2% de capital     | ₹1 Crore por el 10% de capital | Sí                    | Sí                    | Sí                    | Sí                    | Sí                    |                       |                       |
| 21                      | 21                      | 65                      | Get a Whey                     | Sugar-Free Icecream                                     | ₹1 crore por el 8% de capital      | ₹1 Crore por el 15% de capital | Sí                    |                       | Sí                    | Sí                    |                       |                       |                       |
| 21                      | 21                      | 66                      | Sid07 Designs                  | Inventions                                              | ₹47 lakhs por el 10% de capital    | ₹25 Lakhs por el 75% de capital y 22 lakhs de deuda |                       |                       |                       |                       | Sí                    |                       |                       |
| 21                      | 21                      | 67                      | The Quirky Nari                | Customised Apparels                                     | ₹35 lakhs por el 5% de capital     | ₹35 lakhs por el 24% de capital |                       | Sí                    | Sí                    |                       |                       |                       |                       |
| 22                      | 22                      | 68                      | Hair Originals                 | Natural Hair Extensions                                 | ₹60 lakhs por el 2% de capital     | ₹60 Lakhs por el 4% de capital | Sí                    | Sí                    |                       |                       | Sí                    |                       |                       |
| 22                      | 22                      | 69                      | Poo de Cologne                 | Toilet Spray with Essential Oils                        | ₹75 lakhs por el 5% de capital     | Sin trato |                       |                       |                       |                       |                       |                       |                       |
| 22                      | 22                      | 70                      | Moonshine Meads                | Meads                                                   | ₹80 lakhs por el 0.5% de capital   | Sin trato |                       |                       |                       |                       |                       |                       |                       |
| 22                      | 22                      | 71                      | Falhari                        | Frutas frescas                                          | ₹50 lakhs por el 2% de capital     | Sin trato |                       |                       |                       |                       |                       |                       |                       |
| 23                      | 23                      | 72                      | Namhya Foods                   | Ayurvedic Enriched Food                                 | ₹1 crore por el 5% de capital      | ₹50 lakhs por el 10% de capital y ₹50 lakhs de deuda |                       |                       |                       | Sí                    |                       |                       |                       |
| 23                      | 23                      | 73                      | Urban Monkey                   | Streetwear                                              | ₹1 crore por el 1% de capital      | Sin trato |                       |                       |                       |                       |                       |                       |                       |
| 23                      | 23                      | 74                      | Guardian Gears                 | Motorcycle Luggage                                      | ₹30 lakhs por el 5% de capital     | Sin trato |                       |                       |                       |                       |                       |                       |                       |
| 23                      | 23                      | 75                      | Modern Myth                    | Mochilas                                                | ₹75 lakhs por el 5% de capital     | Sin trato |                       |                       |                       |                       |                       |                       |                       |
| 24                      | 24                      | 76                      | The Sass Bar                   | Regalos                                                 | ₹40 lakhs por el 8% de capital     | bgcolor="lightgrey" align="center" rowspan="19" rowspan="" style="background-color: var(--background-color-success-subtle, #cccccc); color:inherit;; text-align:center; vertical-align:middle;" \| |                       | Sí                    | bgcolor="lightgrey"   |                       |                       | Sí                    |                       |
| 24                      | 24                      | 77                      | KG Agrotech                    | Agricultural Innovations                                | ₹30 lakhs 10% Equity               | ₹10 lakhs for 40% Equity & ₹20 lakhs Debt |                       |                       |                       | Sí                    |                       |                       |                       |
| 24                      | 24                      | 78                      | Nuskha Kitchen                 | Homemade Foods                                          | ₹20 lakhs por el 10% de capital    | Sin trato |                       |                       |                       |                       |                       |                       |                       |
| 25                      | 25                      | 79                      | PawsIndia                      | Dog Products                                            | ₹50 lakhs por el 4% de capital     | ₹50 lakhs for 15% Equity |                       | Sí                    |                       |                       |                       |                       |                       |
| 25                      | 25                      | 80                      | Sunfox Technologies            | Portable ECG Device                                     | ₹1 crore 2% Equity                 | ₹1 crore for 6% Equity | Sí                    | Sí                    | Sí                    | Sí                    | Sí                    |                       |                       |
| 25                      | 25                      | 81                      | Alpino                         | Roasted Peanut Products                                 | ₹1.5 crore 2% Equity               | No Deal |                       |                       |                       |                       |                       |                       |                       |
| 26                      | 26                      | 82                      | Isak Fragrances                | Perfumes                                                | ₹50 lakhs 8% Equity                | ₹50 lakhs for 50% Equity |                       |                       |                       | Sí                    |                       |                       |                       |
| 26                      | 26                      | 83                      | Julaa Automation               | Automatic Cradle                                        | ₹50 lakhs 10% Equity               | No Deal |                       |                       |                       |                       |                       |                       |                       |
| 26                      | 26                      | 84                      | Rare Planet                    | Handicrafts                                             | ₹65 lakhs 1% Equity                | ₹65 lakhs for 3% Equity | Sí                    |                       |                       |                       |                       |                       |                       |
| 27                      | 27                      | 85                      | Theka Coffee                   | Coffee Products                                         | ₹50 lakhs 10% Equity               | No Deal |                       |                       |                       |                       |                       |                       |                       |
| 27                      | 27                      | 86                      | Watt Technovations             | Ventilated PPE Kits                                     | ₹101 10% Equity                    | ₹101 for 4% Equity | Sí                    | Sí                    |                       | Sí                    | Sí                    |                       |                       |
| 27                      | 27                      | 87                      | Aliste Technologies            | Automation Solutions                                    | ₹60 lakhs 5% Equity                | No Deal |                       |                       |                       |                       |                       |                       |                       |
| 27                      | 27                      | 88                      | Insurance Samadhan             | Insurance Solutions                                     | ₹1 crore 1% Equity                 | ₹1 Crore for 4% Equity |                       |                       |                       | Sí                    |                       |                       |                       |
| 28                      | 28                      | 89                      | Humpy A2                       | Organic Milk Products                                   | ₹75 lakhs 4% Equity                | ₹1 Crore for 15% Equity |                       |                       | Sí                    | Sí                    | Sí                    |                       |                       |
| 28                      | 28                      | 90                      | Kunafa World                   | Kunafa                                                  | ₹90 lakhs por el 5% de capital     | Sin trato |                       |                       |                       |                       |                       |                       |                       |
| 28                      | 28                      | 91                      | Gold Safe Solutions Ind.       | Anti-Suicidal Fan Rod                                   | ₹50 lakhs 5% Equity                | ₹50 lakhs for 30% Equity |                       |                       | Sí                    | Sí                    | Sí                    |                       |                       |
| 29                      | 29                      | 92                      | Wakao Foods                    | Jackfruit Products                                      | ₹75 lakhs 5% Equity                | ₹75 lakhs for 21% Equity | Sí                    |                       | Sí                    |                       | Sí                    |                       |                       |
| 29                      | 29                      | 93                      | PDD Falcon                     | Stainless Steel Items                                   |                                    | Sin trato |                       |                       |                       |                       |                       |                       |                       |
| 29                      | 29                      | 94                      | PlayBox TV                     | Plataforma de Streaming                                 |                                    | Sin trato |                       |                       |                       |                       |                       |                       |                       |
| 30                      | 30                      | 95                      | Sippline Drinking Shields      | Portable Glass Attachment                               | ₹75 lakhs por el 15% de capital    | Sin trato |                       |                       |                       |                       | bgcolor="lightgrey"   |                       |                       |
| 30                      | 30                      | 96                      | Kabaddi Adda                   | All-Kabaddi App                                         | ₹80 lakhs por el 1% de capital     | ₹80 lakhs por el 6% de capital |                       | Sí                    |                       | Sí                    |                       |                       |                       |
| 30                      | 30                      | 97                      | Shades of Spring               | Flowers                                                 | ₹3 crores for 1% equity            | Sin trato |                       |                       |                       |                       |                       |                       |                       |
| 30                      | 30                      | 98                      | Scholify                       | Scholarship Platform                                    | ₹50 lakhs for 7.5% equity          | Sin trato |                       |                       |                       |                       |                       |                       |                       |
| F I N A L E W E K       | 31                      | 99                      | Scrapshala                     | Handmade Reusable Scrap Materials                       | ₹50 lakhs for 10% equity           | Sin trato |                       |                       |                       |                       |                       |                       |                       |
| F I N A L E W E K       | 31                      | 100                     | Sabjikothi                     | Vegetables Storage                                      | ₹60 lakhs for 2.5% equity          | Sin trato |                       |                       |                       |                       |                       |                       |                       |
| F I N A L E W E K       | 31                      | 101                     | AyuRythm                       | Ayurvedic Wellness App                                  | ₹75 lakhs for 2% Equity            | ₹75 lakhs for 2.68% Equity |                       |                       |                       |                       | Sí                    |                       |                       |
| F I N A L E W E K       | 31                      | 102                     | Astrix                         | Smart Locks                                             | ₹75 lakhs por el 3% de capital     | Sin trato |                       |                       |                       |                       |                       |                       |                       |
| F I N A L E W E K       | 32                      | 103                     | Thea and Sid                   | Proposal Solutions                                      | ₹80 lakhs por el 7% de capital     | Sin trato |                       |                       | bgcolor="lightgrey"   |                       |                       |                       |                       |
| F I N A L E W E K       | 32                      | 104                     | Experential Etc                | Technology layered Advertisement Services               | ₹2 crores por el 4% de capital     | Sin trato |                       |                       |                       |                       |                       |                       |                       |
| F I N A L E W E K       | 32                      | 105                     | GrowFitter                     | Rewards App                                             | ₹50 lakhs por el 1% de capital     | ₹50 lakhs por el 2% de capital |                       |                       |                       | Sí                    |                       |                       |                       |
| F I N A L E W E K       | 32                      | 106                     | Med Tech                       | Portable opthalmic devices                              | ₹35 lakhs por el 6% de capital     | Sin trato |                       |                       |                       |                       |                       |                       |                       |
| F I N A L E W E K       | 33                      | 107                     | Colour Me Mad                  | Insoles                                                 | ₹40 lakhs por el 10% de capital    | ₹40 lakhs por el 25% de capital |                       | Sí                    |                       |                       |                       |                       |                       |
| F I N A L E W E K       | 33                      | 108                     | Mavi's                         | Vegan Fermented Food                                    |                                    | Sin trato |                       |                       |                       |                       |                       |                       |                       |
| F I N A L E W E K       | 33                      | 109                     | Tweek Labs                     | Sportswear                                              |                                    | ₹60 lakhs por el 10% de capital | Sí                    |                       | Sí                    |                       | Sí                    |                       |                       |
| F I N A L E W E K       | 33                      | 110                     | Proxgy                         | VR                                                      |                                    | ₹1 crore por el 10% de capital | Sí                    |                       |                       |                       | Sí                    |                       |                       |
| F I N A L E W E K       | 34                      | 111                     | Nomad Food Project             | Bacon Jams                                              |                                    | ₹40 lakhs por el 20% de capital | Sí                    | Sí                    |                       | Sí                    |                       |                       | Sí                    |
| F I N A L E W E K       | 34                      | 112                     | Twee in One                    | Reversible and convertible clothing                     |                                    | Sin trato |                       |                       |                       |                       |                       |                       |                       |
| F I N A L E W E K       | 34                      | 113                     | Green Protein                  | Plant-Based Protein                                     |                                    | Sin trato |                       |                       |                       |                       |                       |                       |                       |
| F I N A L E W E K       | 34                      | 114                     | On2Cook                        | Fastest Cooking Device                                  |                                    | Sin trato |                       |                       |                       |                       |                       |                       |                       |
| F I N A L E W E K       | 35                      | 115                     | Jain Shikanji                  | Limonada                                                |                                    | 40 lakhs por el 30% de capital | Sí                    |                       | Sí                    | Sí                    | Sí                    |                       |                       |
| F I N A L E W E K       | 35                      | 116                     | Woloo                          | Washroom Finder                                         |                                    | Sin trato |                       |                       |                       |                       |                       |                       |                       |
| F I N A L E W E K       | 35                      | 117                     | Elcare India                   | Carenting for Elders                                    |                                    | Sin trato |                       |                       |                       |                       |                       |                       |                       |
| F I N A L E W E K       | 35                      | 118                     | Lenskart                       | Eyeware                                                 |                                    | EN LA CULTURA POPULAR | EN LA CULTURA POPULAR | EN LA CULTURA POPULAR | EN LA CULTURA POPULAR | EN LA CULTURA POPULAR | EN LA CULTURA POPULAR | EN LA CULTURA POPULAR | EN LA CULTURA POPULAR |
| Inversión               | Inversión               | Inversión               | Inversión                      | Inversión                                               | Inversión                          | Inversión | ₹5.383Cr              | ₹6.383Cr              | ₹5.338Cr              | ₹3.042Cr              | ₹9.358Cr              | ₹8.297Cr              | ₹1.2Cr                |
| Número de tratos hechos | Número de tratos hechos | Número de tratos hechos | Número de tratos hechos        | Número de tratos hechos                                 | Número de tratos hechos            | Número de tratos hechos | 21                    | 22                    | 24                    | 15                    | 28                    | 27                    | 7                     |

### En la cultura popular
Shark Peyush Bansal presentó su empresa Lenskart en Shark Tank India a sus co-tiburones.

### Gateway To The Shark Tank
Un episodio especial de Shark Tank India llamado 'Gateway To The Shark Tank' se transmitirá el 11 de febrero de 2022 en SonyLIV.